# Jean Vuillet
Jean François Vuillet (París, 30 de septiembre de 1877 - Tolón, 1 de agosto de 1961) fue un agrónomo y explorador francés.

## Biografía
En 1899 dirigió expediciones científicas a curso alto del Falémé, importante afluente del Senegal por su parte derecha. También visito el curso alto del Gambia y el Níger medio. Luego realizó importantes estudios sobre árboles útiles de África, como el karité o árbol de la mantequilla.
Posteriormente fue nombrado jefe del Servicio Agrícola del Alto Senegal y Níger e Inspector General de la Agricultura Colonial (1905). 
Entre 1908 y 1913 recolectó plantas botánicas en todo el Alto Volta francés. 
Fue elegido miembro de la Academia de Ciencias de Ultramar en 1922.

## Obras
- Étude du karité, 1900
- Les kolatiers et les kolas, 1907
- Le karité et ses produits, 1911
- Bombax nouveaux du Moyen-Niger, avec François Pellegrin, 1913
- Les Pucerons du Sorgho au Soudan français, 1914
- Les Oléagineux sauvages de l'Ouest-Africain, 1919
- Reflets d'Asie sur l'Ouest Africain, 1954